# تفجير منبج (2019)
حصلَ تفجير منبج في 16 كانون الثاني/يناير 2019 حينمَا استهدف انتحاريٌّ سوقًا في شارع مزدحم في مدينة منبج بسوريا.

## الخلفية
خلالَ الحرب الأهلية السورية؛ نجحَ الجيش السوري الحر عام 2012 في السيطرة على مدينة منبج وذلك قبل تدخل كل من إيران وروسيا لدعمِ نظام بشار الأسد. بعدَ ذلك بسنتين؛ سقطت المدينة في يدِ تنظيم الدولة الذي كانَ في أوجِ قوّته حينها. بحلول عام 2016؛ نجحت قوات التحالف بقيادة الولايات المتحدة في دحرِ عناصر التنظيم المُتشدد من المدينة وسيطرت عليها قبل أن تمنحها لقوات سوريا الديمقراطية بسببِ مشاركة الأخيرة بفعاليّة في استرجاع المدينة.
استهدفَ التفجير مطعمًا شعبيًا في وسط المدينة يُعرف عن ارتياد الأمريكيين له بل سبق لعضوي مجلس الشيوخ الأمريكي ليندسي غراهام وجان شاهين زيارته والأكل فيهِ عندما زارا سوريا في تموز/يوليو 2018.

## الهجوم
قامَ انتحاري بتفجير نفسه على مقربة من المطعم خلال فترة الظهيرة من يوم الأربعاء الموافق لـ 16 يناير/كانون الثاني 2019. حينها كانَ عددٌ منَ العسكريين الأميركيين داخل الطعم الذي تكبّد خسائر مادية بسبب شدّة الانفجار. وفي التفاصيل؛ وردَ أنّ المهاجم قد ارتدى سترة ناسفة ثمّ تجمّع وسط عشرات المدنيين ففجر نفسهُ مما تسبب في تحول جسده إلى أشلاء بعدَ احتراقه بالكامل وكذا احتراق بعض المدنيين قُربه. هرعت سيارات الإسعاف إلى عينِ المكان ونقلت الجرحى إلى المستشفى العسكري فيما هبطت مروحيات أمريكية في ملعب كرة قدم قُرب مكان التفجير ونقلت القتلى والجرحى الأميركيين على وجهِ السرعة.

## قائمة القتلى
أصدرت وزارة الدفاع بيانا في 18 كانون الثاني/يناير عام 2019 حدّدت فيه هويّة ثلاث من موضفيها الذين قُتلوا خلال الهجوم وهم: جندي، بحار وضابط استخبارات. فيما تمّ تحديد هويّة موظف رابع في وقتٍ لاحق:
- ضابط صف من بوينتون.[6]
- قائد بحريّة من شمال ولاية نيويورك.[7]
- ضابط استخبارات من سانت لويس بولاية ميسوري كان قد انضمّ لوكالة الاستخبارات الدفاعية للدعم.[8]
- طباخ من إيست بوينت (جورجيا).[9]

بلغَ إجمالي عدد القتلى 19 شخصًا بما في ذلك 5 منَ المقاتلين الأكراد و10 من المدنيين ثمّ 4 من الجنود الأمريكيين وعدد غير معروف من الجرحى، فيما تبنّى تنظيم الدولة الإسلامية مسؤوليته عن الهجوم في وقتٍ لاحق.

## ما بعد التفجير
ألقى الرئيس الأمريكي دونالد ترامب خطابًا حول ما حصل من ديلاوير في 19 كانون الثاني/يناير حيث نعى القتلى في صفوف الجيش.
بعد ذلك بخمسة أيام فقط؛ استُهدفت قافلة جنود أمريكيين رفقة مقاتلين كرد في مدينة الحسكة مما تسبب في إصابة اثنين من المقاتلين الأكراد بجروح طفيفة.